# Sorex orizabae
Sorex orizabae е вид бозайник от семейство Земеровкови (Soricidae).

## Разпространение
Видът е разпространен в Мексико.